# Кури (село)
Кури (ест. Kurõ) — село в Естонії, входить до складу волості Міссо, повіту Вирумаа.